# Église protestante d'Obenheim
L'église protestante d'Obenheim est un monument historique situé à Obenheim, dans le département français du Bas-Rhin.

## Localisation
Ce bâtiment est situé à Obenheim.

## Historique
L'édifice fait l'objet d'une inscription au titre des monuments historiques depuis 1935.